# Буря в Рая
„Буря в Рая“ (на испански: Tormenta en el Paraiso) е испаноезична теленовела създадена от компания Televisa в Мексико през 2007 г. Излъчва се в периода от 12 ноември 2007 г. до 25 юли 2008 г. по канал Телевиса.

## История
През 1519 година вождът на маите – Ацак, разбира че дъщеря му се е отдала на бял мъж. Тя e трябвало да бъде принесена в жертва на боговете заедно с една черна перла. Той знае, че белия мъж ще я отнесе със себе си и затова изрича проклятие, което гласи, че всеки който вземе тази перла няма да види щастие.
През 1987 година морския биолог Ернан Ласкано заедно с приятеля си Елисео Браво открива Черната перла. Елисео предизвиква смъртта му и оставя жена му Анали сама с новородената Аймар, въпреки че обещава да се грижи за тях след смъртта му. Недалеч от имението, което той купува с парите от съкровището, се намира домът на семейство Росемберг. По онова време един политик подпалва дома им, като в пожара оцелява само малката Карина Росемберг, която след време полудява и всички започват да я наричат „лудата от руините“. Минават двадесет години а, Аймар е голяма и красива жена. Тя живее с майка си на остров Косумел.
Когато Николас отива в Косумел и среща Аймар, двамата се влюбват и решават да се оженят. Когато политикът умира, дъщеря му Маура си връща за неговото погребение и мащехата ѝ Луиса и разказва за това как са пред банкрут и двете заедно заминават за Веракрус, за да може Маура да се представи за Карина Розебрерг и да отмъкне богатството и.
Когато Елисео разбира, че това е Карина Росемберг, настоява Николас да се ожени за нея. Създава се един любовен триъгълник, и Аймар и Николас, ще трябва да преминат през много изпитания, за да бъдат щастливи заедно.

## Участват
- Сара Малдонадо – Аймар Ласкано Маю
- Ерик Елиас – Николас Браво
- Ернесто Д'Алесио – Леонардо Браво
- Хосе Луис Ресендес – Давид Браво
- Алехандро Томаси – Елисео Браво
- Мариана Сеоане – Маура Дуран Линарес\Карина Росемберг
- Ингрид Марц – Карина Росемберг\Сиренита\Валерия Рос
- Урсула Пратс – Луиса
- Магда Гусман – Йоланда
- Мануел Охеда – капитан Солис
- Рене Стриклер – Ернан Ласкано
- Еухения Каудуро – Анали Маю Ласкано
- Франсес Ондивиела – Тереса
- Добрина Кръстева – Клеотилде

## В България
В България теленовелата е излъчена през 2008–2009 г. по bTV. Ролите се озвучават от артистите Ася Рачева, Лина Златева (заменена за кратко от Вера Методиева), Тодор Николов, Светломир Радев и Владимир Колев.